# Zerr-Eiche Trinitatisplatz

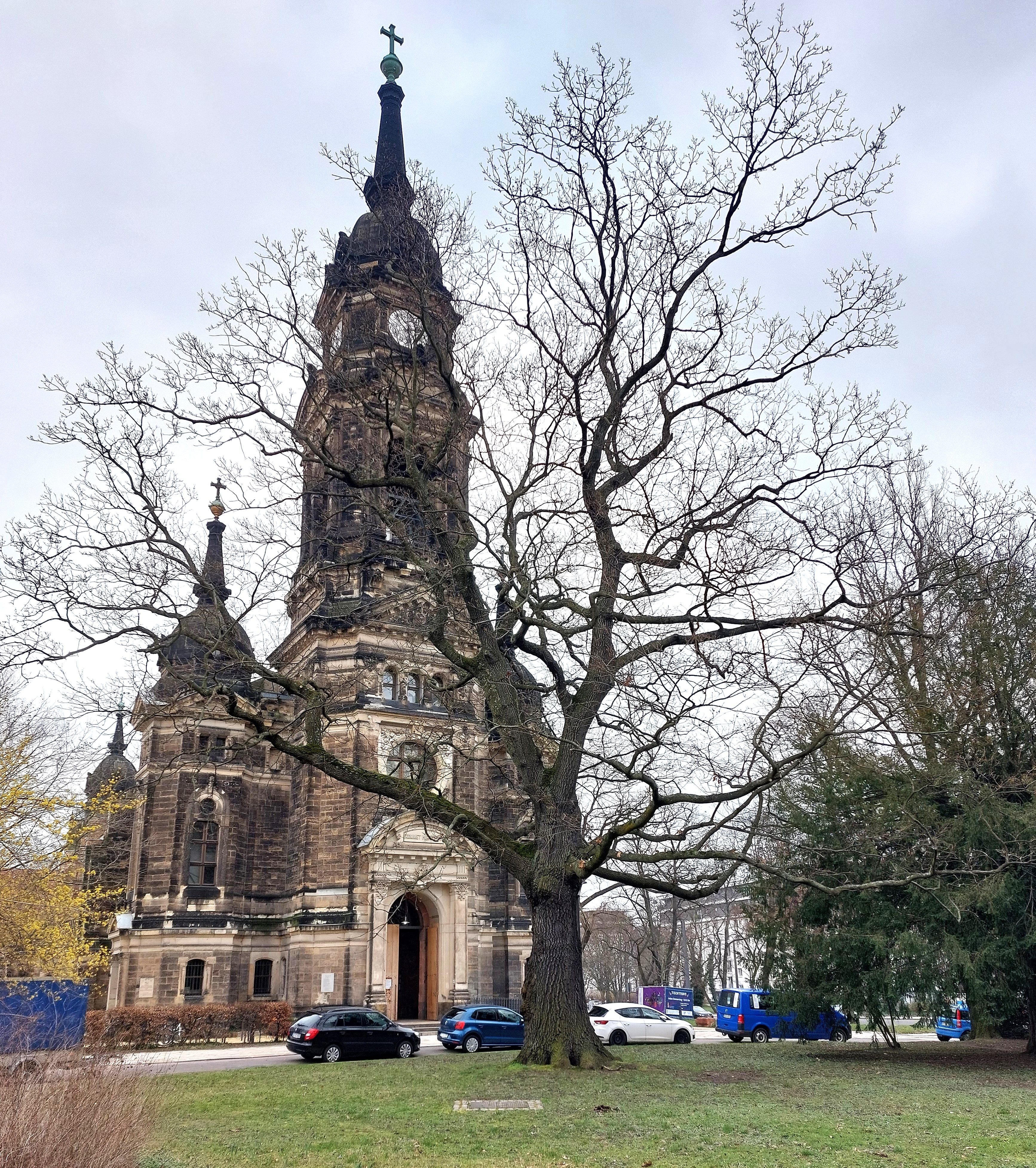
Naturdenkmal Zerr-Eiche (Quercus cerris) Trinitatisplatz 1, Dresden

Die Zerr-Eiche Trinitatisplatz ist ein als Einzelbaum ausgewiesenes Naturdenkmal (ND 145) im Dresdner Stadtteil Johannstadt. Der Baum, eine Zerr-Eiche (Quercus cerris) mit ca. 21 Metern Höhe, wurde aufgrund „ihrer Geschichte, ihres Alters, der Seltenheit ihres Alters, ihres imposanten Erscheinungsbildes und ihres genetischen Potentials“ in die Liste der Dresdner Naturdenkmäler aufgenommen. Mit einem Umfang von 3,84 Metern ist sie die drittstärkste Zerr-Eiche Sachsens und die stärkste Dresdens.

## Geographie
Der Baum steht auf dem Trinitatisplatz im Stadtteil Johannstadt gegenüber dem Hauptportal der Trinitatiskirche.

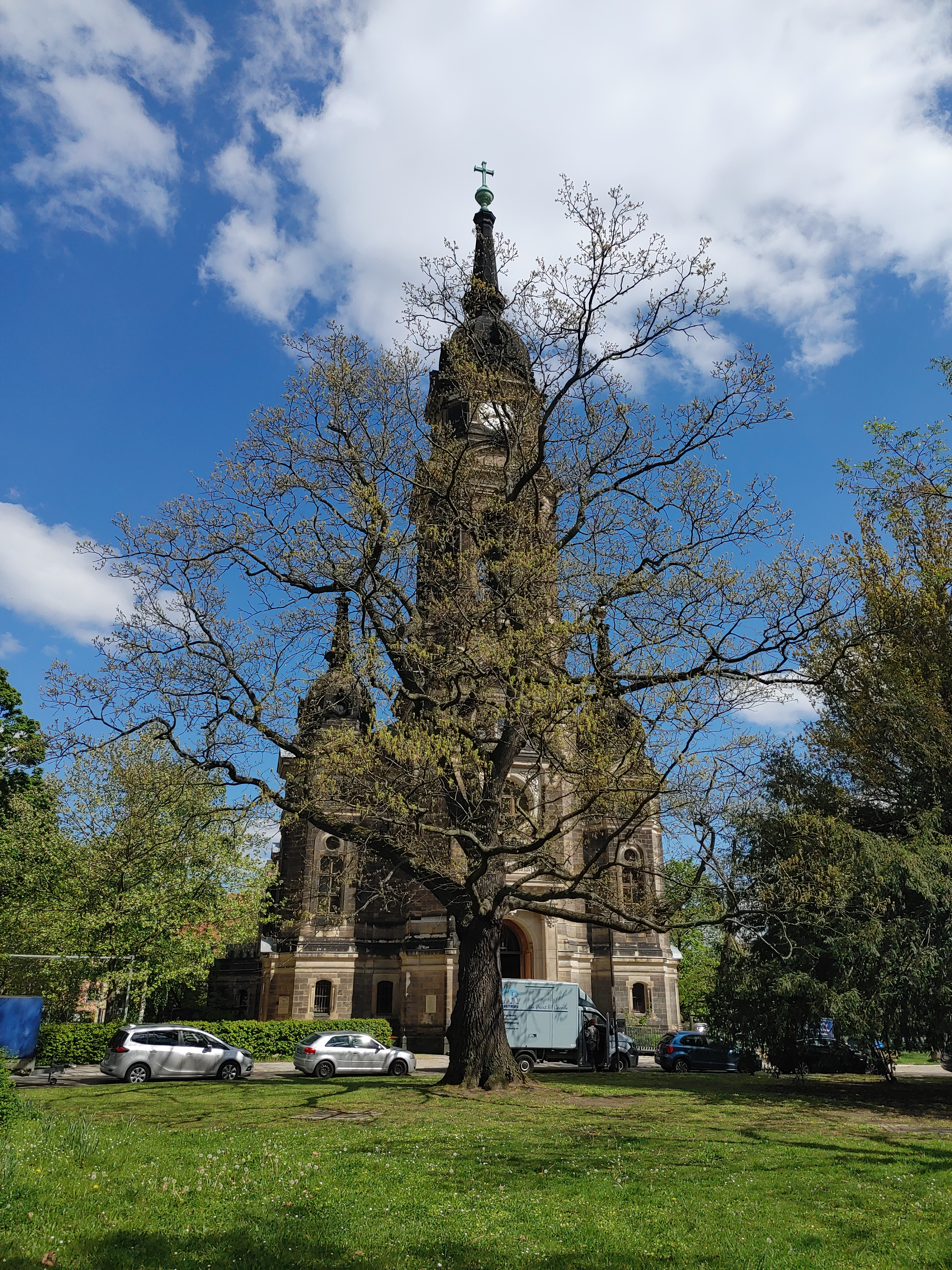
Blüte im Frühling (23. April 2024)

## Geschichte
Der Baum wurde 1895 an seinen jetzigen Standort gepflanzt, nachdem er in der Nähe gelegenen Stadtgärtnerei am Tatzberg/Ecke Fürstenstraße akklimatisiert wurde. Hier überstand er die Luftangriffe auf Dresden ohne schwere Schäden und wurde vom Brennholzhunger der Nachkriegsjahre verschont.